# Highland Games Schweizer Meisterschaften
Die «wùy ù ay» Highland Games Schweizer Meisterschaften sind eine traditionelle Veranstaltung mit sportlichen und musikalischen Wettkämpfen, die ihren Ursprung in Schottland haben. Neben den Sport-Disziplinen «Heavy Events», Steinstossen (Putting the stone), Gewichthochwurf (Throwing the weight over the bar), Gewichtweitwurf (Throwing the weight for distance) und Baumstammwerfen (Tossing the caber) werden die in der Schweiz einzigartigen Piping und Drumming Competitions durchgeführt.

## Geschichte

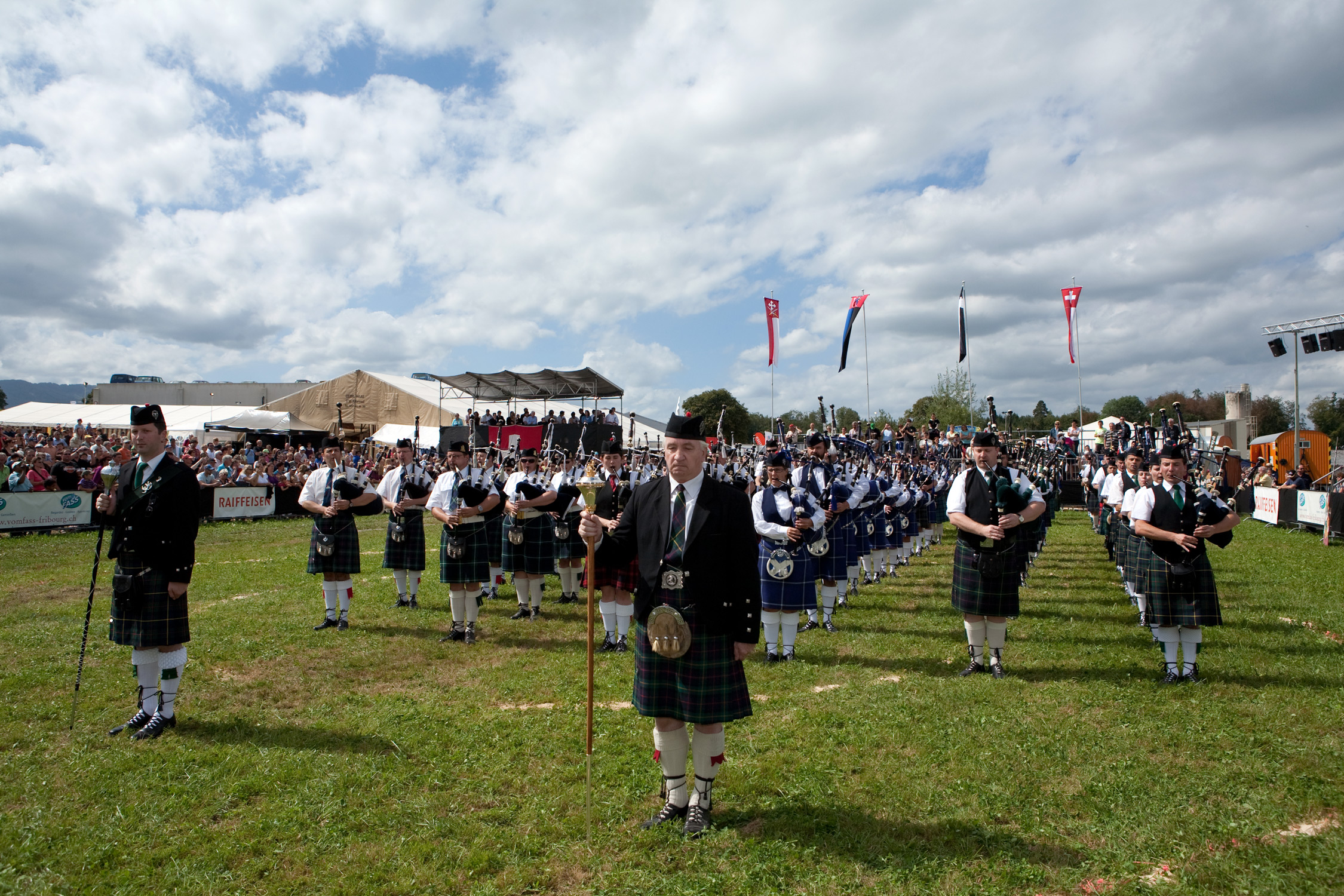
Massed Pipe Band 2009

Die «wùy ù ay» Highland Games Schweizer Meisterschaften sind eine seit 2003 jährlich stattfindende Veranstaltung in St. Ursen, einer kleinen Gemeinde in den Freiburger Voralpen. Was als kleiner Anlass mit 1'500 Besuchern begann, hat sich mittlerweile zu einer nationalen Veranstaltung mit über 18'000 Besuchern gewandelt.
Nachdem sich im ersten Jahr 17 kräftige Sportler in den «Heavy Events» gemessen haben, versuchen sich mittlerweile bis zu 60 Athleten an den Gewichten. Zusätzlich wurde im Jahr 2006 zum ersten Mal eine Schweizer Meisterin im Sportwettkampf gekürt. Viele der erfolgreichen Teilnehmer und Gewinner der «Heavy Events» sind bekannte Steinstösser (Markus Maire, Daniel Bächler, Peter Michel, Roland Stählin und andere).
Neben dem sportlichen Programm wurden die Hochlandspiele im 2004 mit den in der Schweiz einmaligen Pipe Band und Solo Competitions ergänzt. Mittlerweile nehmen mehr als die Hälfte der Schweizer Pipe Bands an den Swiss Pipe Band Championships teil.

## Heavy Events

### Steinstossen

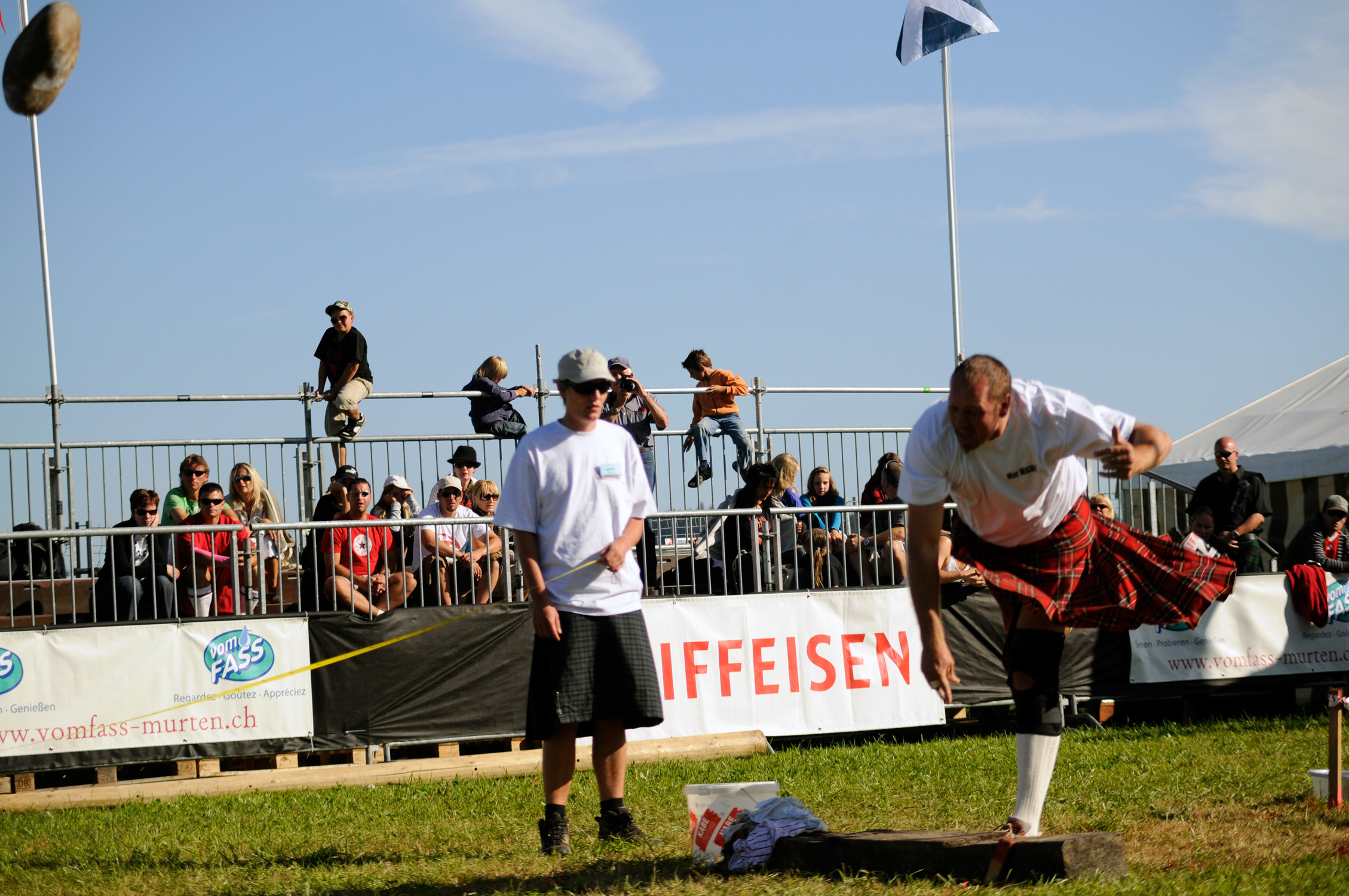
Steinstossen 2009 – Peter Michel

Den Auftakt der sportlichen Wettkämpfe an den Highland Games bildet das Steinstossen. Der 15,9 kg (Damen 7,5 kg) schwere Brocken ist mit einer Hand und bis zur Abgabe am Hals anliegend so weit wie möglich zu stossen. Der Anlauf beträgt maximal 2,3 m, wobei der Abwurfbalken nicht übertreten werden darf. Den Athleten stehen drei Versuche zur Verfügung, wobei der weiteste Stoss gewertet wird. Die Beste je an den Highland Games Swiss Championships gestossene Weite, die nicht als Schweizer Rekord gezählt wird, erzielte der deutsche Athlet Andreas Deuschle im 2012 mit 9,67 m.
| Jahr | Weite  | Name                           |
| ---- | ------ | ------------------------------ |
| 2012 | 8,38 m | Daniel Stämpfli (BE)           |
| 2008 | 6,30 m | Irène Stritt-Lustenberger (FR) |

### Gewichthochwurf

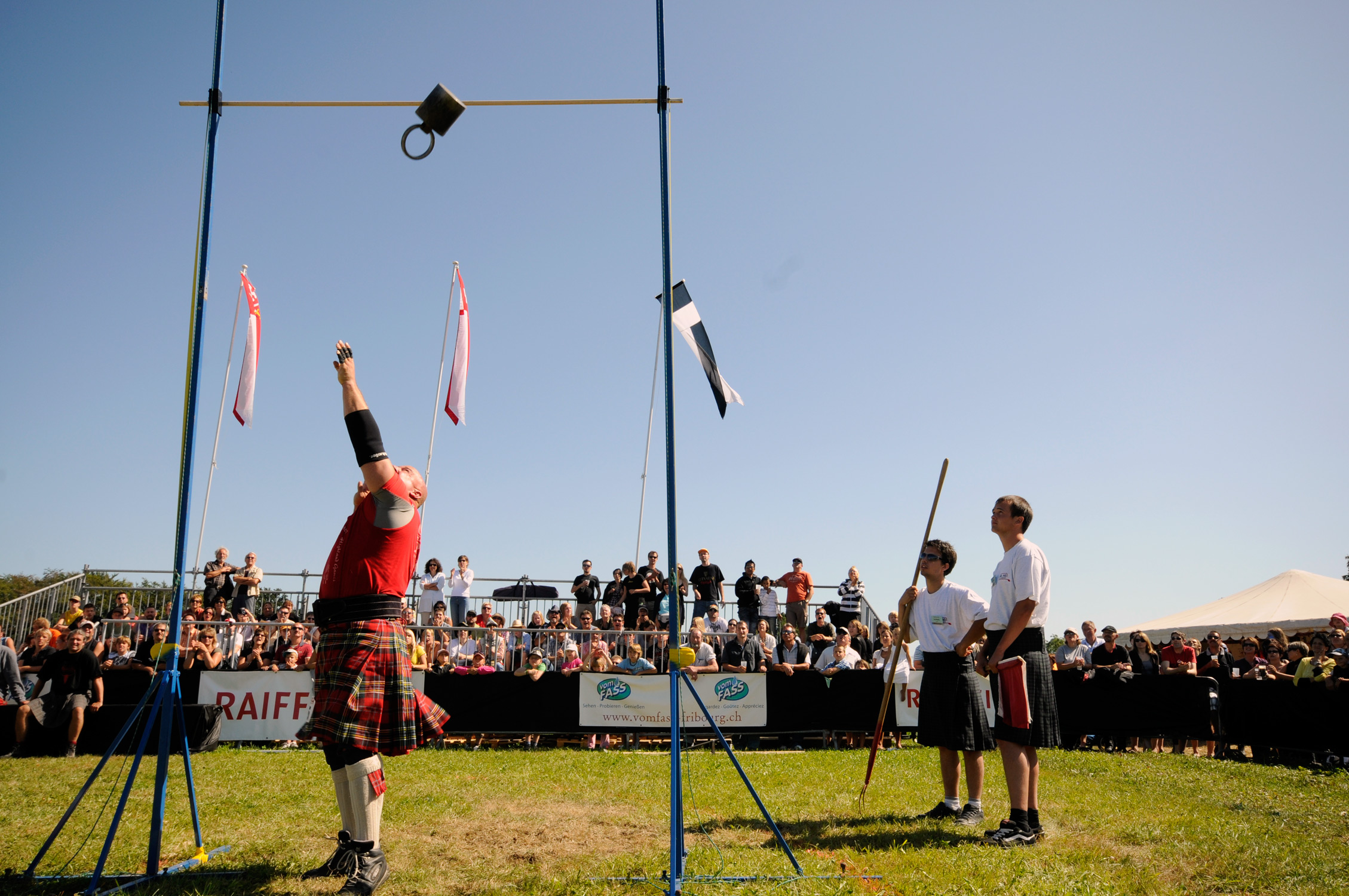
Gewichthochwurf 2009 – Anthony Lordi

Der Gewichthochwurf ist die kraftraubendste Disziplin. Das 25,4 kg schwere Gewicht (Damen 12,7 kg) muss mit einem Arm so hoch wie möglich über eine vorgegebene Höhe geworfen werden. Bleibt der Sportler nach drei Versuchen erfolglos, scheidet er aus dem Wettkampf aus. Den Platzrekord aus dem Jahr 2012 hält der deutsche Athlet Andreas Deuschle mit einer Höhe von 4,40 m.
| Jahr | Höhe   | Name                           |
| ---- | ------ | ------------------------------ |
| 2012 | 4,30 m | Gery Rubin (BE)                |
| 2007 | 3,90 m | Irène Stritt-Lustenberger (FR) |

### Gewichtweitwurf

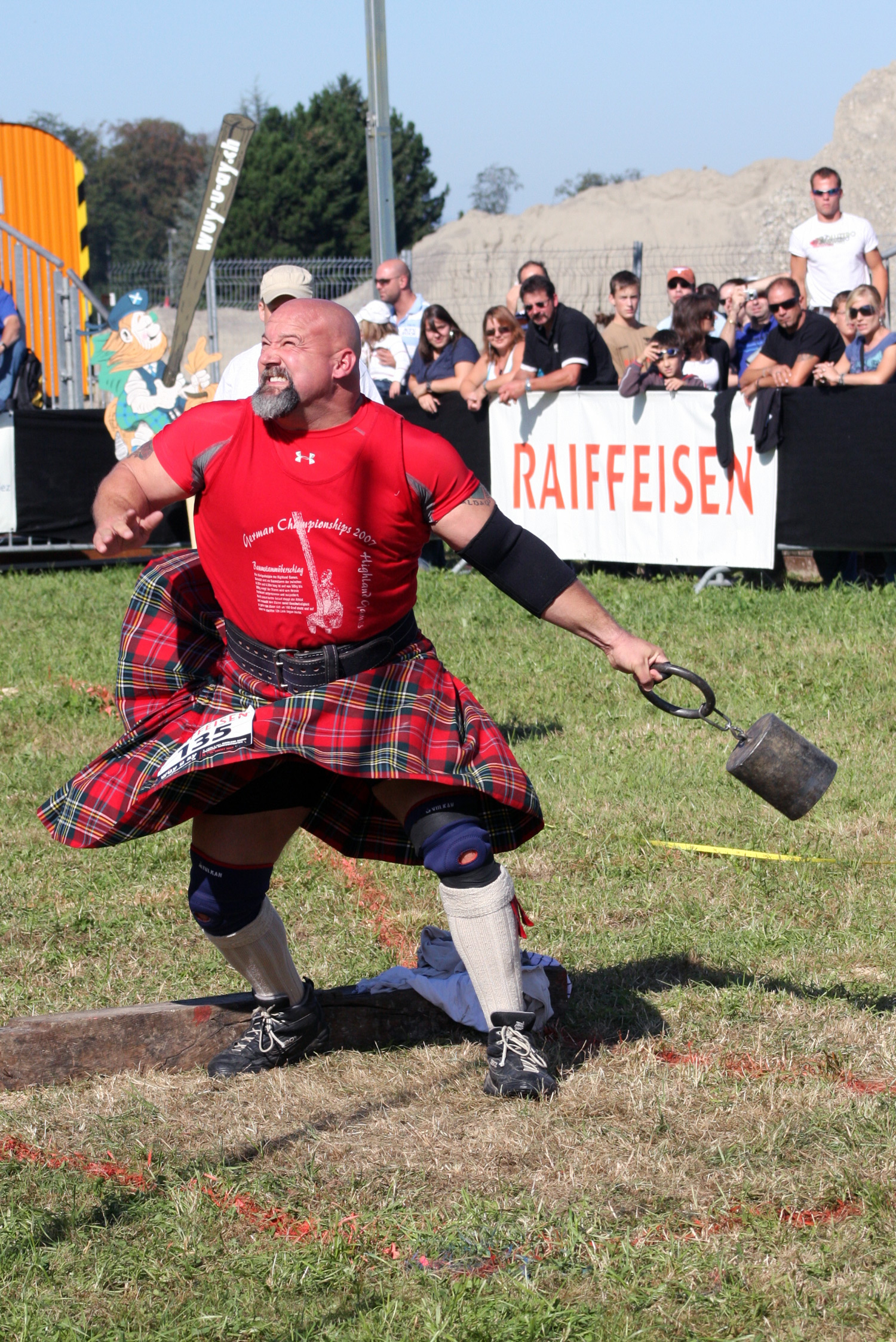
Gewichtweitwurf 2009 – Anthony Lordi

Bei diesem Wettbewerb wird ein Stein von 25,4 kg (Damen 12,7 kg) durch eine kurze Kette mit einem Haltering verbunden. Das Gewicht wird, vergleichbar mit dem Diskuswerfen, mit 1 bis 2 Körperdrehungen aus einem Wurfbereich (2,5 m × 1,5 m) herausgeschleudert. Von den drei Versuchen zählt für die Wertung der weiteste.
| Jahr | Weite   | Name                                                  |
| ---- | ------- | ----------------------------------------------------- |
| 2012 | 10,54 m | Daniel Stämpfli (BE)                                  |
| 2012 | 7,46 m  | Irène Stritt-Lustenberger (FR) und Heidi Vonbank (ZH) |

### Baumstammwerfen

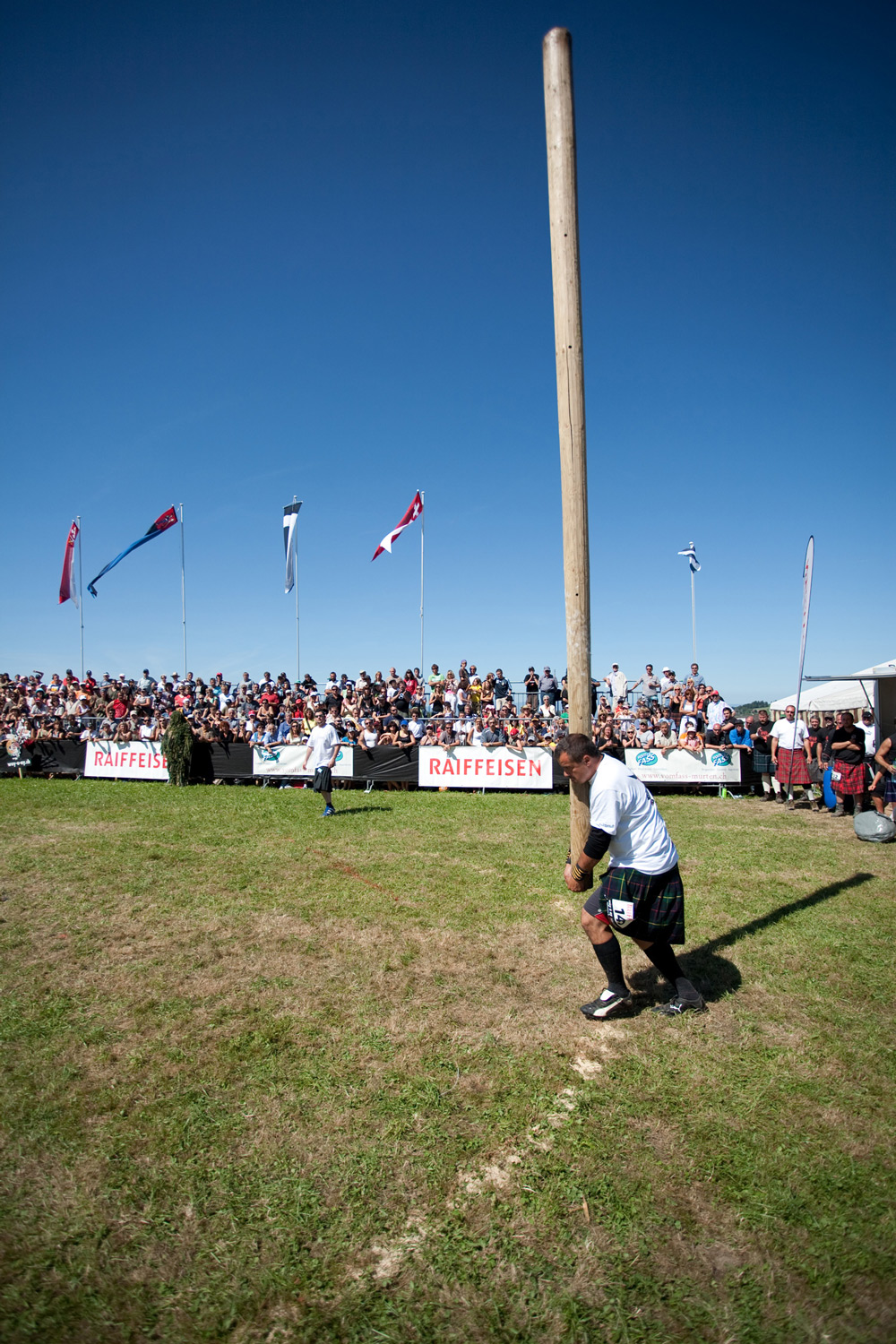
Baumstammwerfen 2009 – Daniel Schmocker

Das Baumstammwerfen ist die Königsdisziplin der Highland Games. Schweizer Meisterin und Schweizer Meister kann nur werden, wer es schafft, den ca. fünf Meter langen und ca. 42 Kilogramm schweren Baumstamm (3,5 m und 20 kg bei den Frauen) regelkonform zu überschlagen. Das Ziel ist nicht, den Baumstamm so weit oder so hoch wie möglich zu werfen, sondern ihn zu überschlagen, so dass er in einer geraden Linie zur Abwurfposition (12-Uhr-Position) zu liegen kommt. Entsprechend den enormen Anstrengungen sind bei dieser Disziplin die meisten Punkte zu gewinnen.
| Jahr | Name                  |
| ---- | --------------------- |
| 2009 | Ivo Hayoz (FR)        |
| 2008 | -                     |
| 2007 | -                     |
| 2006 | Christoph Stritt (FR) |
| 2005 | Ivo Hayoz (FR)        |
| 2004 | Daniel Bächler (FR)   |
| 2003 | -                     |

## Pipe Band Competition

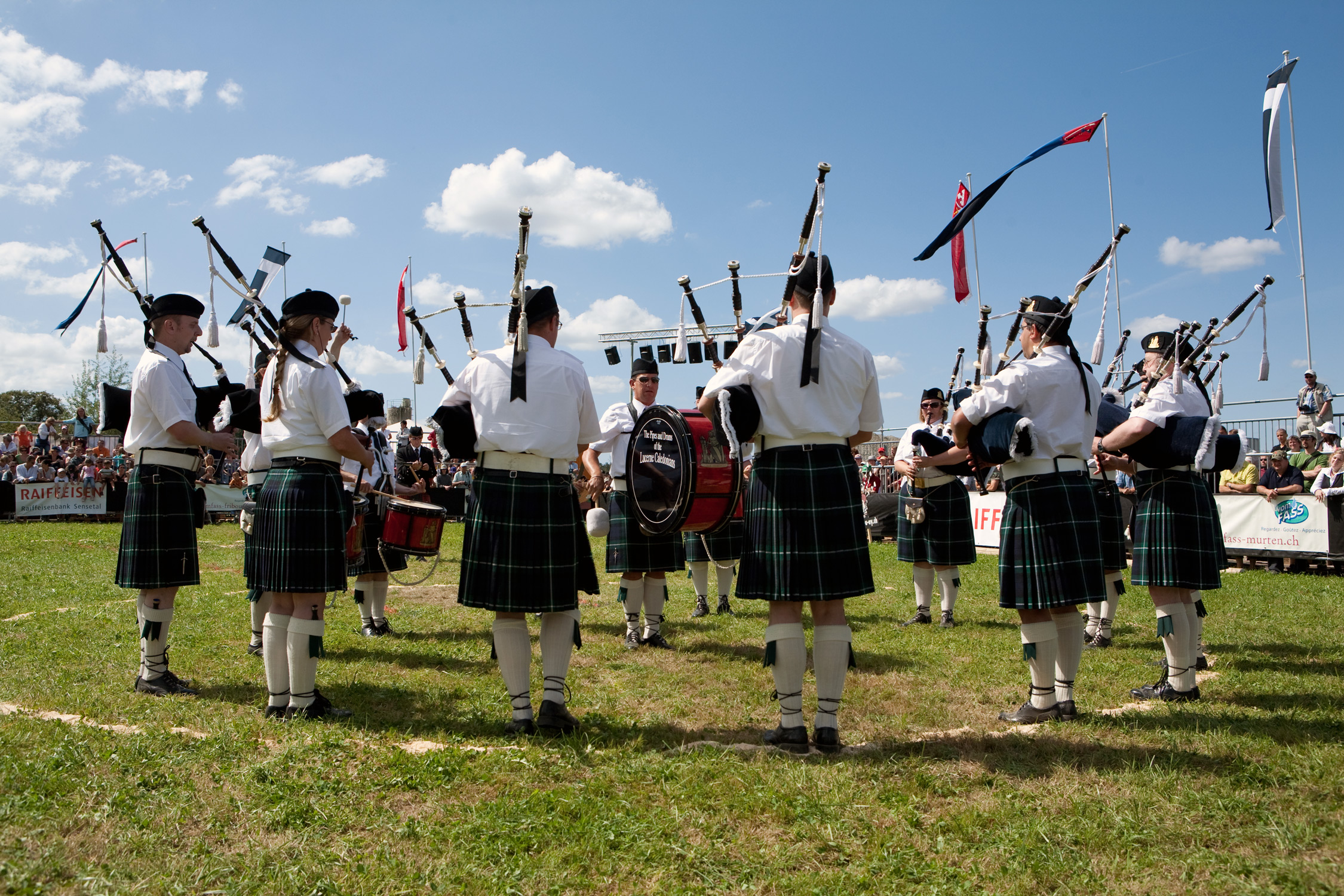
Pipe Band Competition 2009 – The Pipes and Drums of the Lucerne Caledonians

Bei diesem Wettbewerb treten Dudelsackformationen gegeneinander an. Eine Pipe Band besteht aus mindestens 6 Pfeifern, 2 Snaretrommlern und einem Paukisten. Gespielt werden im «Pflichtprogramm» vier 2/4 MAP Marches. Die Spieler marschieren gemeinsam, mit nach unten gerichteten Instrumenten, an die Startlinie. Sie müssen schottische Tracht tragen und folgen den Anweisungen ihres Pipe Majors: «Attention, get ready, ready, by the right, quick march». Mit dem ersten Streich der Trommelwirbel beginnt die Bewertung der musikalischen Vorführung. Orientieren können sich die Formationen an einem aufgezeichneten Kreis mit einem Durchmesser von 7 Metern. Er befindet sich 14 Meter von der Startlinie entfernt. Die schottischen Kampfrichter bewerten die Darbietungen nach folgenden Kriterien: «Intro, Sound, Musical Performance, Integration und Ensemble». Sowohl die Einzeldarbietungen wie auch die Gruppenwettkämpfe stehen unter Aufsicht der Pipe Band Association of Switzerland und werden von akkreditierten Adjudicators der Royal Scottish Pipe Band Association bewertet.

## Solo Piping Competition

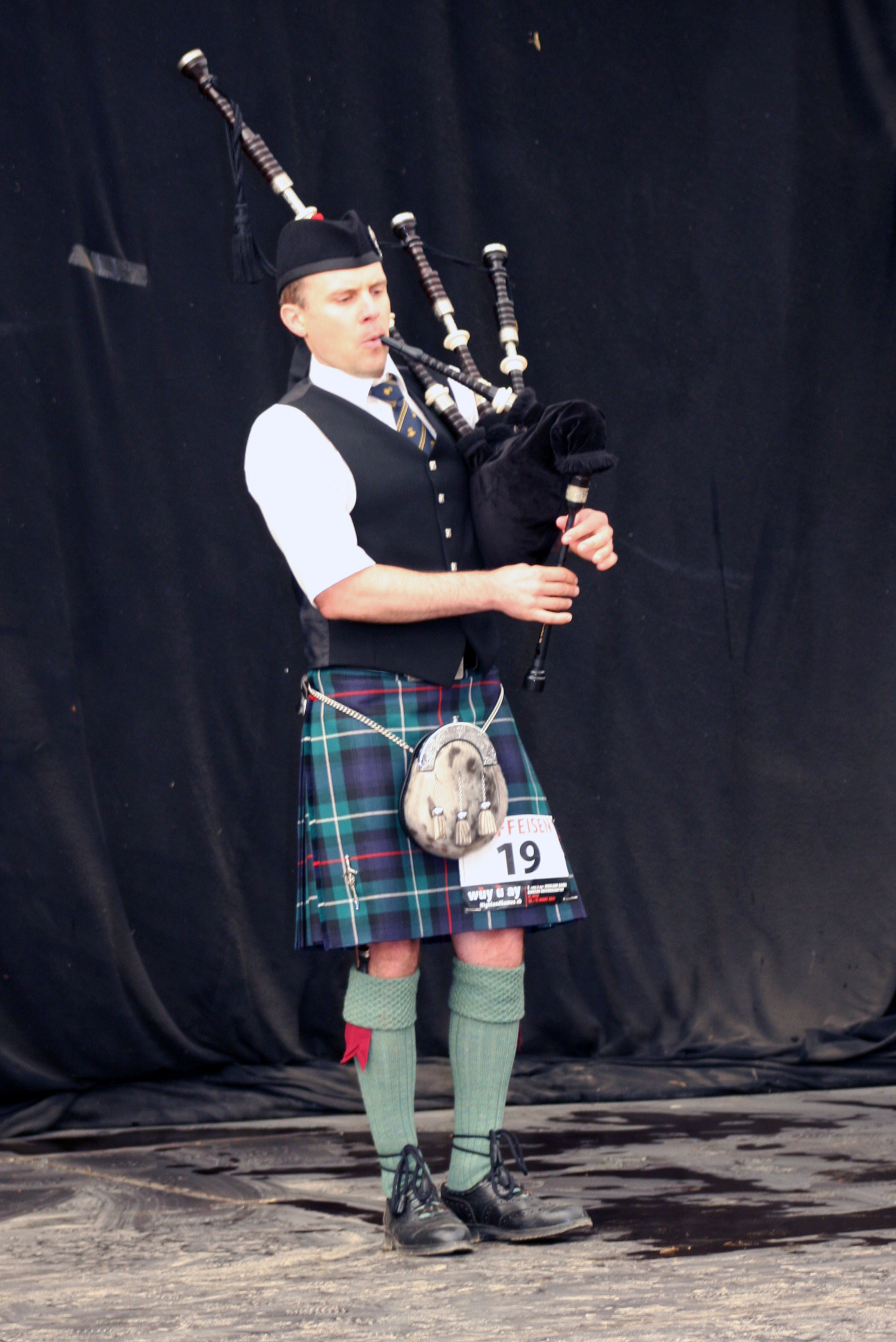
Solo Piping 2009 – Stefan Marro

Das Solopiping wird in vier Stärkeklassen eingeteilt: Beginners, Intermediate, Advanced und Former Winners. Innerhalb der Stärkeklasse ist es erlaubt, in beiden Kategorien teilzunehmen. Wer in einer Stärkeklasse, National oder International, schon einen 1. Platz erreicht hat, muss im Folgejahr in eine höhere Klasse aufsteigen. In der Klasse Former Winners darf nur teilnehmen, wer in der Klasse Advanced schon einen 1. Platz erreicht hat.

### Beginners
Teilnehmer hat in dieser Klasse noch nie gewonnen und noch nie in einer höheren Klasse teilgenommen.
- Slow Air – Es darf ein Stück nach Wahl gespielt werden, das zwischen 1½ und 2½ Minuten dauert.
- March – Vier Teile March. Keine 6/8 or 2/4 Competition Type Marches. (2/4 MAP Marches sind erlaubt)

### Intermediate
Teilnehmer hat in dieser Klasse noch nie gewonnen und noch nie in einer höheren Klasse teilgenommen.
- 6/8 March – Vier Teile 6/8 March (quick time)
- Slow Air/Jig – Zwei Teile Slow Air und vier Teile Jig

### Advanced
Teilnehmer hat in dieser Klasse noch nie gewonnen und noch nie in einer höheren Klasse teilgenommen.
- 2/4 Competition Type March – Vier Teile Competition Type March
- Hornpipe/Jig – Vier Teile Hornpipe und vier Teile Jig

### Former Winners
Teilnehmer hat in der Klasse Advanced schon gewonnen.
- March/Strathspey – Vier Teile Competition Type March und vier Teile Strathspey
- Hornpipe/Jig – Vier Teile Hornpipe und vier Teile Jig

## Solo Snare Drumming
Snare Drummer dürfen nur von einem Piper begleitet werden.

### Intermediate
Teilnehmer hat in dieser Klasse noch nie gewonnen und noch nie in einer höheren Klasse teilgenommen.
- Intermediate – Vier Teile im Quick March Tempo

### Advanced
Teilnehmer hat in dieser Klasse noch nie gewonnen und noch nie in einer höheren Klasse teilgenommen.
- Advanced – Vier Teile Hornpipe und vier Teile Jig

### Former Winners
Teilnehmer hat in der Klasse Advanced schon gewonnen.
- Former Winners – Vier Teile Competition Type March und vier Teile Strathspey

## Solo Tenor Drumming

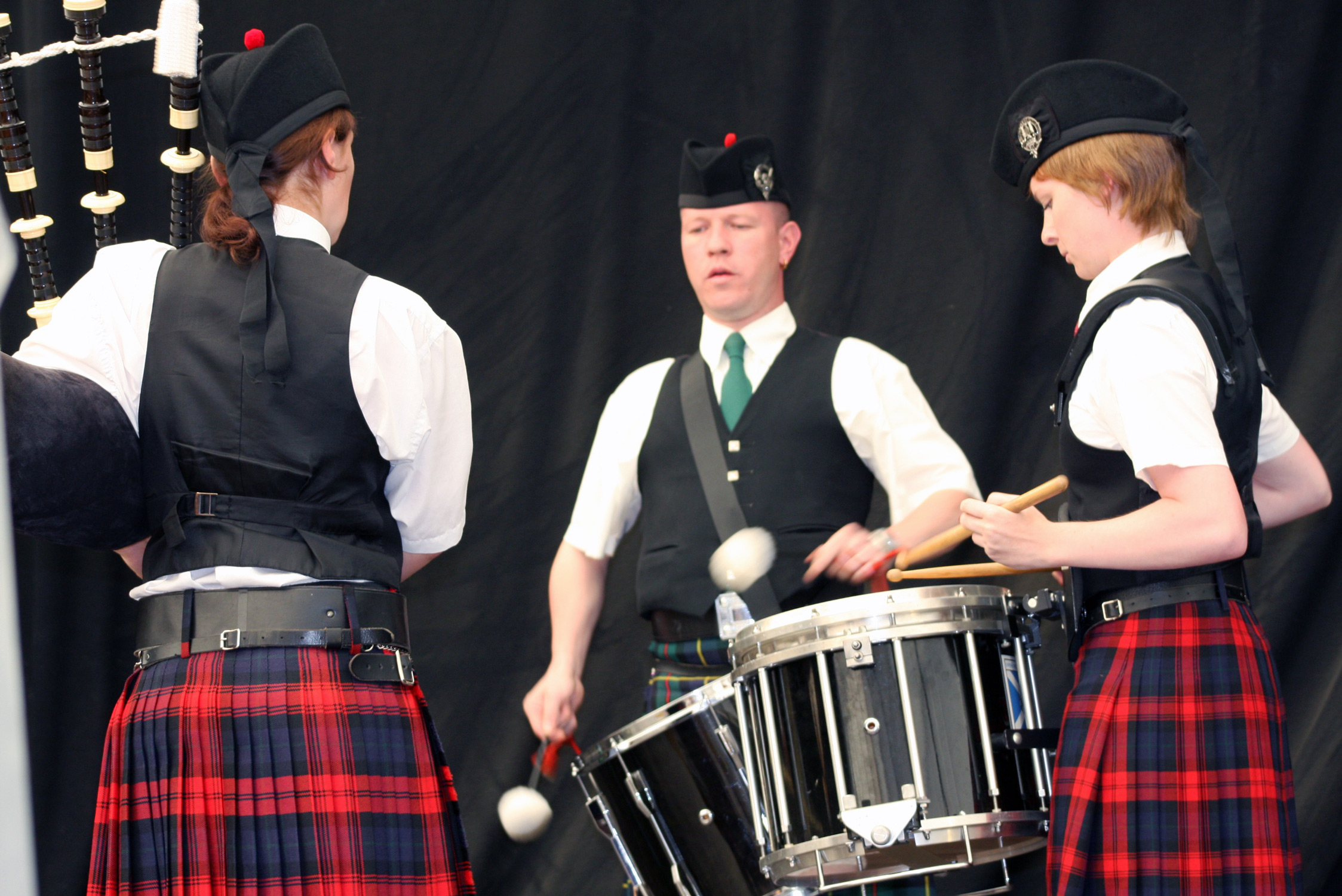
Tenor Drumming 2009 – Lukas Aebi

Tenor Drummer dürfen nur von je einem Piper und einem Snare Drummer begleitet werden.

### Intermediate
Teilnehmer hat in dieser Klasse noch nie gewonnen und noch nie in einer höheren Klasse teilgenommen.
- Intermediate – Vier Teile im Quick March Tempo.

### Advanced
- Advanced – Vier Teile Hornpipe und vier Teile Jig.

## Siegerlisten

### Heavy Events – Männer
| Jahr | 1. Rang                                  | 2. Rang                                 | 3. Rang                                  |
| ---- | ---------------------------------------- | --------------------------------------- | ---------------------------------------- |
| 2012 | Andreas Deuschle (D)                     | Daniel Stämpfli (BE), Schweizer Meister | Gery Rubin (BE)                          |
| 2011 | Andreas Deuschle (D)                     | Alf Grasnick (D)                        | Daniel Schmocker (BE), Schweizer Meister |
| 2010 | Gery Rubin (BE), Schweizer Meister       | Peter Michel (BE)                       | Samuel Weibel (BE)                       |
| 2009 | Christoph Stritt (FR), Schweizer Meister | Gery Rubin (BE)                         | Peter Michel (BE)                        |
| 2008 | Christoph Stritt (FR), Schweizer Meister | Anthony Lordi (GE)                      | Daniel Schmocker (BE)                    |
| 2007 | Peter Michel (BE), Schweizer Meister     | Christoph Stritt (FR)                   | Daniel Schmocker (BE)                    |
| 2006 | Markus Maire (FR), Schweizer Meister     | Peter Michel (BE)                       | Christoph Stritt (FR)                    |
| 2005 | Peter Michel (BE), Schweizer Meister     | Markus Maire (FR)                       | Daniel Bächler (FR)                      |
| 2004 | Daniel Bächler (FR), Schweizer Meister   | Ivo Hayoz (FR)                          | Alexander Rippl (BE)                     |
| 2003 | Daniel Bächler (FR), Schweizer Meister   | Ivo Hayoz (FR)                          | Beni Kilchör (FR)                        |

### Heavy Events – Frauen
| Jahr | Schweizer Meisterin            | 2. Rang              | 3. Rang                   |
| ---- | ------------------------------ | -------------------- | ------------------------- |
| 2012 | Irène Stritt-Lustenberger (FR) | Michelle Gehrig (BE) | Heidi Vonbank(ZH)         |
| 2011 | Irène Stritt-Lustenberger (FR) | Marion Neuhaus (FR)  | Stefanie Altenburger (ZH) |
| 2010 | Irène Stritt-Lustenberger (FR) | Huser Beatrice (LU)  | Huser Heidi (LU)          |
| 2009 | kein Wettkampf                 |                      |                           |
| 2008 | Irène Stritt-Lustenberger (FR) | Beatrix Schafer (FR) | Barbara Bapst (FR)        |
| 2007 | Irène Stritt-Lustenberger (FR) | Irène Baeriswyl (FR) | Tamara Weibel (BE)        |
| 2006 | Franziska Hayoz (FR)           | Nancy Wagner (BE)    | Silvia Poppiti (FR)       |
| 2005 | Nancy Wagner (BE)              |                      |                           |

### Pipe Band Swiss Championships
| Jahr | Schweizer Meister                 | 2. Rang                           | 3. Rang                           | Best Drumcorps                    |
| ---- | --------------------------------- | --------------------------------- | --------------------------------- | --------------------------------- |
| 2012 | The Pipes and Drums Basel         | Swiss Midland Pipe Band           | United Maniacs Scottish P&D       | Pipes and Drums of Basel          |
| 2011 | The Pipes and Drums Basel         | Swiss Midland Pipe Band           | United Maniacs Scottish P&D       | Pipes and Drums of Basel          |
| 2010 | The Pipes and Drums of Zurich     | Swiss Midland Pipe Band           | City of Basel Caledonia Pipe Band | Swiss Midland Pipe Band           |
| 2009 | Swiss Midland Pipe Band           | City of Basel Caledonia Pipe Band | Traditional Pipe Band of Lausanne | Swiss Midland Pipe Band           |
| 2008 | City of Basel Caledonia Pipe Band | Swiss Midland Pipe Band           | Traditional Pipe Band of Lausanne | City of Basel Caledonia Pipe Band |
| 2007 | The Pipes and Drums of Zurich     | City of Basel Caledonia Pipe Band | Swiss Midland Pipe Band           | The Pipes and Drums of Zurich     |
| 2006 | The Pipes and Drums of Zurich     | City of Basel Caledonia Pipe Band | Swiss Midland Pipe Band           | The Pipes and Drums of Zurich     |
| 2005 | City of Basel Caledonia Pipe Band | The Pipes and Drums of Zurich     | Swiss Midland Pipe Band           | City of Basel Caledonia Pipe Band |
| 2004 | Swiss Midland Pipe Band           | City of Basel Caledonia Pipe Band | The Pipes and Drums of Zurich     | City of Basel Caledonia Pipe Band |